# 銀円券
銀円券（ぎんえんけん、銀圓券）は中華民国が1949年7月に中国大陸で発行を開始した通貨。銀本位制に基づく銀円を利用し、紙切れと化していた金円券を継承するものであった。銀円券の発行が開始された時期は国共内戦後期であり、国民党の実効支配地域は限定したものであり、銀円券の流通範囲も限定的なものであった。またインフレにより価値が下落し、間もなく中国大陸では人民幣によって通貨の地位を取って代わられた。
1949年4月から5月にかけて南京及び上海は人民解放軍により占拠され、行政院は5月4日に広州に移動し、その地で銀円券の発行が計画された。同月7日に広州市政府は銀円による徴税を行なうと発表した。当時流通していた金円券は既に紙切れと化しており、民間では銀円または外貨によって取引が行なわれ、小額取引は物々交換によっていた。7月4日、行政院は「銀円及び銀円兌換券発行弁法」を発表し銀本位制に基づく銀円の復活と、政府の取引も銀円または新たに発行する銀円券により行なうこととした。銀円券1元は銀円1円（銀23.493448g）と無制限に交換できるとし、金円券との交換比率は銀円券1元=金円券5億元とし、9月1日以前に切り替えが行なわれることとした。発行当初は、銀円券は額面1、5、10、50、100元のものが発行された。また7月8日には重慶に於いても銀円券の発行が開始された。
国民党では法幣、金円券で価値が暴落した前科があり、また国共内戦が緊迫するなか銀円への無制限兌換を保証したとは言え、銀円券もまた価値の暴落の命運から逃れることは出来なかった。7月17日には中国共産党が新華社通信を通じて西南地区を解放後、銀円の兌換を認めるが銀円券の兌換を認めないとの声明を発表すると、広州における香港ドルに対しての為替レートの暴落が発生した。広州政府は外貨の流通を禁止したが実効は無く、その後銀円券を銀円に交換しようとする混乱が発生、銀行は銀準備量が不足するようになり、8月に交換額に上限を設けざるを得なくなった。しかし交換額制限が発表されると民衆の銀円券に対する信用を喪失、一気に暴落した。その後1949年後半に広州及び西南地区は共産党に占拠され、銀円券の流通はここに停止することになった。